# 峨嵋派
峨嵋派首見於向恺然1923年开始连载的《江湖奇侠传》。然而为人们熟知，主要源于金庸武侠小说。《倚天屠龙记》中记载郭靖黄蓉夫妇的二女儿郭襄遍寻华夏，觅杨过未果，于四十岁时出家为尼，创立峨嵋派。峨嵋派弟子大多为女性，男性弟子身份职位偏低。
但到了《笑傲江湖》時，峨嵋派轉為道教，掌門的不再是師太或女居士，而是金光上人這類男子，門下弟子也換成了道士。而《飛狐外傳》中女主角袁紫衣（法名「圓性」），其師父亦是峨嵋派大師。

## 峨嵋派武學
- 峨嵋九陽功

覺遠大師圓寂之際，蒙矓囈語部分《九陽真經》經文，張三豐、郭襄、無色大師默記了一部分。
當年傳得《九陽真經》的三位，悟性各有不同，根柢也大有差異。
武功是無色大師最高；郭襄所學最博；張三豐當時武功全無根基，正因如此所學反而最精純。
是以少林、峨嵋、武當三派，一個得其‘高’，一個得其‘博’，一個得其‘純’。
三派武功各有所長，但也可說各有所短。
郭襄後來成為峨嵋派的創派祖師“九陽神功”是啟發峨嵋開宗立派的武功，又名《峨嵋九陽功》
- 迴風拂柳劍

清風襲月　飄雪穿雲　千峰競秀　萬流歸宗
烏龍攪柱　大雁啼沙　進退龍遊　天地鶴翔
- 金頂九式

趙敏迎戰陳友諒時所用的峨嵋派劍法。
- 滅劍﹑絕劍

滅絕師太自創的峨嵋派劍法。
- 飄雪穿雲掌

峨嵋派掌法精要所在，在張無忌為保銳金旗殘眾時，與滅絕師太約定承受的第一掌，掌力忽吞忽吐，閃爍不定，引開敵人的內力，再行攻擊。
- 截手九式

峨嵋派掌法精要所在，在張無忌為保銳金旗殘眾時，與滅絕師太約定承受的第二掌，滅絕師太以截手九式的第三式擊中張無忌背心。
- 佛光普照掌

峨嵋派掌法，套路只有一招，以峨嵋派九陽功作為根基。
掌力籠罩敵人全身，使對方擋無可擋，峨嵋派中，除了滅絕師太一人練就，是張無忌為保銳金旗殘眾時，與滅絕師太約定承受的第三掌。
- 金頂綿掌

峨嵋派掌法，速度奇快直線攻擊的掌法，和武當派的綿掌形似而神非，宋青書在屠獅大會上力戰丐幫長老時曾用過，但功力不足沒法穩勝，暗中改用武當綿掌應戰。
- 四象掌

祖師郭襄自創掌法，此套掌法圓中有方，陰陽相成，暗藏天地陰陽、方圓動靜四象，滅絕師太素來自負為天下絕學。
張無忌在光明頂與何太沖夫婦、華山二老對陣時，無法破解四人聯合使出的正反兩儀刀劍之術，周芷若曾以四象掌的要義指點張無忌。

## 倚天劍
峨嵋派的掌門相傳著倚天劍和屠龍刀的秘密，而當世其他外人無一知曉。本來倚天劍為峨嵋派所有，但因楊逍的關係而失落了，後來終被滅絕師太尋回。滅絕師太將刀劍中藏有兵書和秘笈之事告知周芷若，當周芷若取得劍中的《九陰真經》時，便練了速成版的武功，學會了九陰白骨爪。《九陰真經》的武功本來和峨嵋派的武功全無關係。

## 派内主要人物
- 郭襄
- 风陵师太
- 灭绝师太
- 靜玄
- 靜虛
- 丁敏君
- 纪晓芙
- 貝錦儀
- 周芷若
- 袁紫衣